# Wolfram Maas

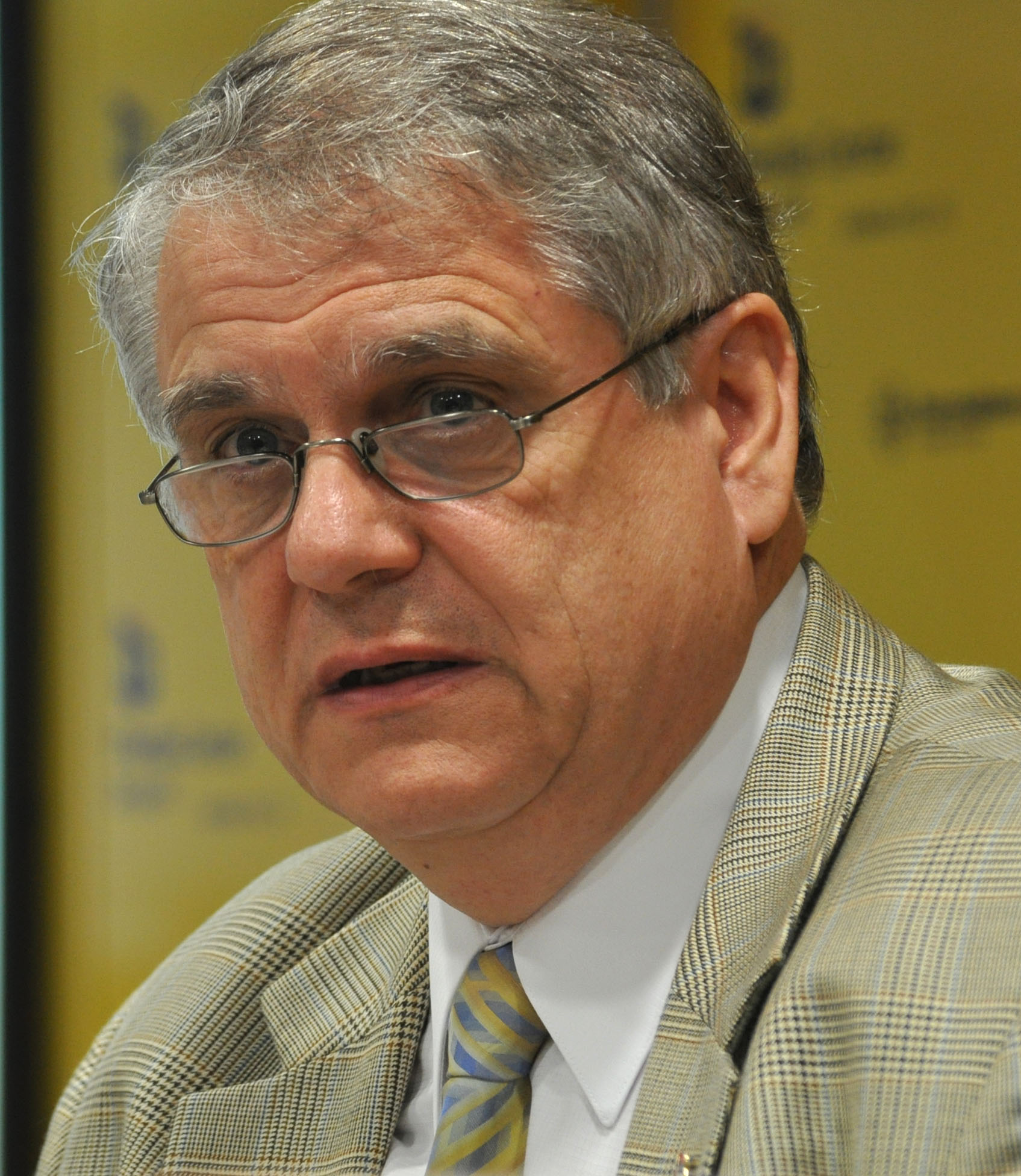

Wolfram Maas (* 16. Januar 1950 in Engers, Neuwied) ist ein deutscher Diplomat. Er war von 2007 bis 2012 Botschafter in Serbien und bis 2015 Botschafter in Belarus.

## Leben
Nach dem Abitur studierte Maas von 1968 bis 1975 Mathematik und Betriebswirtschaftslehre und absolvierte im Anschluss ein postgraduales Studium der Volkswirtschaftslehre.
1979 trat er in den Auswärtigen Dienst ein und war nach Abschluss der Laufbahnprüfung von 1981 bis 1982 Referent der Aus- und Fortbildungsstätte des Auswärtigen Amts, ehe er bis 1985 Kulturreferent der Botschaft in den USA war. Nach seiner Rückkehr war er stellvertretender Leiter des Arbeitsstabs Informationstechnik im Auswärtigen Amt in Bonn und danach zwischen 1987 und 1988 Persönlicher Referent des Vorsitzenden des Auswärtigen Ausschusses des Deutschen Bundestages, Hans Stercken (CDU).
Im Anschluss war er bis 1992 Ständiger Vertreter des Botschafters in Jamaika und dann bis 1995 stellvertretender Referatsleiter im Auswärtigen Amt, ehe er von 1995 bis 1999 außenpolitischer Referent des Vorsitzenden der CSU-Landesgruppe im Deutschen Bundestag, Michael Glos, war. Nach Beendigung dieser Tätigkeit war Maas zwischen 1999 und 2000 Leiter der Wirtschaftsabteilung der Botschaft in Indien sowie von 2001 bis 2004 Leiter des Büros der Hanns-Seidel-Stiftung in Washington, D.C. und anschließend Gesandter an der Ständigen Vertretung bei der OSZE in Wien.
Seit 2007 war Wolfram Maas als Nachfolger von Andreas Zobel Botschafter in Serbien. Auf diesem Posten folgte ihm im September 2012 Heinz Wilhelm. Von 2012 bis 2015 war er Botschafter in Belarus. 2015 trat er in den Ruhestand und wurde daraufhin im September 2015 als Botschafter in Belarus durch Peter Dettmar abgelöst, der zuvor Generalkonsul in Mailand war.

## Veröffentlichungen
- Sandor Barcs (Mitverfasser)/Wolfram Maas (Redaktion): Ein Deutscher als Ratspräsident der Interparlamentarischen Union : eine Dokumentation der Amtszeit von Dr. Hans Stercken MdB als Präsident des Interparlamentarischen Rates der Interparlamentarischen Union (1985 - 1988), Bonn 1990, ISBN 3-924521-39-5